# Seneca (grup humà)
Els seneca (del neerlandès sinnekens, terme mahikan que feia referència als oneida) s'autodefineixen com una nació de la Confederació iroquesa. Ells es deien a si mateixos tshoti-nondawaga o oneniuteronron, gent muntanyenca. Vivien als marges del llac Seneca i del riu Genesee (Nova York), i tenien el foc del consell a Nundawao (avui Naples, a l'estat de Nova York). Durant el segle xvii arribaren a ocupar des del riu Niàgara fins al riu Alleghany (Pennsilvània). Avui ocupen les reserves de Towananda, Catarauga, Alleghany i Oil Springs (Nova York) i n'hi ha un grapat que viuen amb els cayuga a Oklahoma i d'altres a Grand River (Ontario).
Potser n'eren 5.000 el 1660 en 30 cases, baixaren fins a 3.250 el 1778 i a 3.255 el 1900. El 1960 n'eren 3.507 a Nova York, 877 a Oklahoma i 300 a Ontario. Segons dades de la BIA el 1995, hi havia 6.679 i 2.961 amb els cayuga. Segons el cens del 2000, hi havia 13.676 seneca registrats, sense comptar els que hi havia amb els cayuga.
Personatges famosos de la nació seneca són Red Jacket, Cornplanter, Handsome Lake, Ely Parker, Arthur C. Parker, Jesse Cornplanter, Paula Underwood o Jamie Sams.